# Herluin (Montreuil)
Herluin († 13. Juli 945) war ein Graf von Montreuil und Amiens im 10. Jahrhundert, als Nachfolger seines 926 gefallenen Vaters Helgaud.
Herluin wurde 929 von Graf Heribert II. von Vermandois und dem dux Hugo Magnus in Montreuil belagert, konnte sich aber erfolgreich gegen sie behaupten. Im Jahr 939 wurde Herluin aber von Graf Arnulf I. von Flandern und dem Angelsachsenkönig Æthelstan aus Montreuil vertrieben. Er floh zu den Normannen des Wilhelm Langschwert, mit dessen Hilfe er Montreuil schnell zurückerobern konnte. Bei einem 942 einberaumten Friedensgespräch, auf einer Sommeinsel bei Picquigny, wurde Wilhelm Langschwert 942 auf Geheiß Arnulfs von Flandern ermordet.
Gegen die Hoheitsansprüche des Robertiners Hugo Magnus auf das gesamte Ponthieu lehnte sich Herluin eng an den karolingischen König Ludwig IV. an, von dem er um 943 auch die Burg von Amiens erhielt. Im selben Jahr griff Arnulf von Flandern erneut Montreuil an, das aber von Herluins Sohn erfolgreich verteidigt wurde. Kurz darauf versöhnte er sich auf Vermittlung des Königs mit dem Grafen von Flandern. In den folgenden Jahren stand Herluin weiter loyal zum König und kämpfte mit ihm mehrmals gegen die Normannen. Dabei wurde er allerdings am 13. Juli 945 im Kampf gegen den Dänenkönig Harald Blauzahn getötet, während König Ludwig IV. in die Gefangenschaft der Normannen fiel. Sein Bruder, Lambert, fiel ebenfalls nur kurz darauf gegen die Normannen bei dem Versuch ihn zu rächen.
Der normannische Dichter Wace (Roman de Rou) schilderte im 12. Jahrhundert einen alternativen Hergang zu Herluins Tod. Demnach war er ebenfalls in die Gefangenschaft der Normannen geraten und vor deren Anführer Richard Ohnefurcht gebracht wurden. Dieser warf ihm seine Feindschaft zu den Normannen vor, obwohl er die Rückgewinnung der Burg Montreuil einzig der Hilfe Wilhelms Langschwert zu verdanken habe. Nur Infolgedessen sei der Vater Richards Ohnefurcht ermordet worden, worauf dieser nun göttliche Gerechtigkeit verlangte. Darauf sei Herluin von einem dänischen Krieger enthauptet wurden.
Herluin hatte einen Sohn, Roger, der als Graf in Montreuil nachfolgte.